# 尼德河畔比永维尔
尼德河畔比永维尔（法語：Bionville-sur-Nied，法語發音：[bjɔ̃vil syʁ nje]）是法国摩泽尔省的一个市镇，属于福尔巴克-布莱摩泽尔区。

## 地理
尼德河畔比永维尔（49°6'17"N, 6°28'50"E）面积8.43 平方千米，位于法国大東部大區摩泽尔省，该省份为法国东北部内陆省份，是洛林的一部分，西南接默尔特-摩泽尔省，东临下莱茵省，北与卢森堡和德国接壤。
与尼德河畔比永维尔接壤的市镇（或旧市镇、城区）包括：巴奈、布鲁克、富利尼、马朗日-宗德朗日、拉维尔、瓦里兹-沃东库尔。

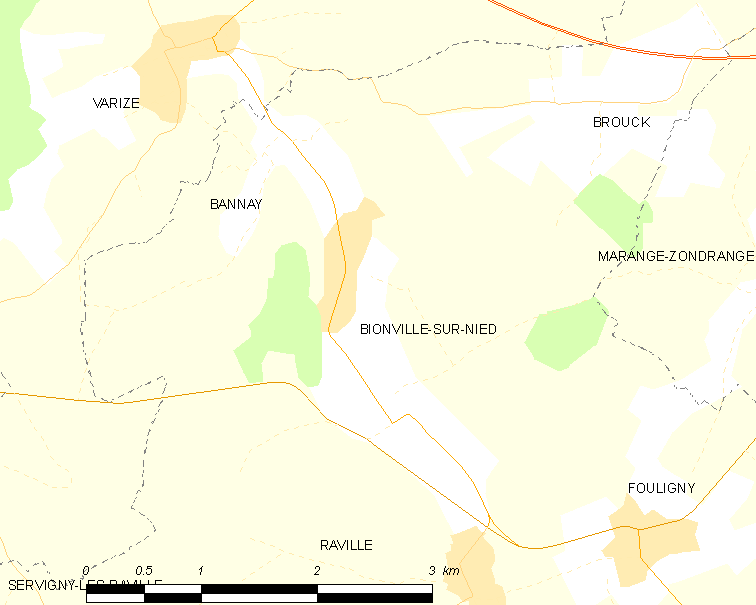
尼德河畔比永维尔的OSM定位图

尼德河畔比永维尔的时区为UTC+01:00、UTC+02:00（夏令时）。

## 行政
尼德河畔比永维尔的邮政编码为57220，INSEE市镇编码为57085。

## 政治
尼德河畔比永维尔所属的省级选区为布莱摩泽尔县。

## 人口

1962-2008年间尼德河畔比永维尔人口变化图示

尼德河畔比永维尔于2022年1月1日时的人口数量为393人。